# Vibez (chanson de Zayn)
Singles de Zayn Malik
Better
(2020)
Vibez est une chanson du chanteur britannique Zayn Malik, sortie le 8 janvier 2021, apparaissant sur l'album Nobody Is Listening et publiée sous le label RCA Records. 

## Composition
La chanson est composée en Sol majeur avec un tempo de 97 bpm.

## Classement
| Pays             | Position | Références |
| ---------------- | -------- | ---------- |
| Nouvelle-Zélande | 9        | [ 2 ]      |
| Pays-Bas         | 17       | [ 3 ]      |
| Suède            | 6        | [ 4 ]      |